# Begraafplaats van Meregem
De Begraafplaats van Meregem is een gemeentelijke begraafplaats in de gemeente Meregem in het Franse Noorderdepartement. De begraafplaats ligt 400 m ten noorden van het stadhuis langs de Rue Ferdinand Capelle. Op de begraafplaats bevindt zich een groot perk met Britse gesneuvelden en daarnaast werd nog een Britse militaire begraafplaats aangelegd als uitbreiding van de gemeentelijke begraafplaats, namelijk Merville Communal Cemetery Extension.

## Militaire graven
Op de begraafplaats bevinden zich verschillende Britse militaire perken uit de Eerste Wereldoorlog. Er liggen 1.288 gesneuvelden begraven. De Britse graven worden onderhouden door de Commonwealth War Graves Commission en zijn daar geregistreerd als Merville Communal Cemetery.
In de Eerste Wereldoorlog werd begin oktober 1914 in Meregem gevochten tussen de Fransen en Britten aan de ene kant, en de Duitsers aan de andere kant. De stad bleef in geallieerde handen en fungeerde als logement- en hospitaalplaats achter het front. Ook het hoofdkwartier van het Indian Corps was er gevestigd. Verschillende veldhospitalen waren hier in de loop van de oorlog gelegerd. Franse troepen begroeven al in oktober 1914 gesneuvelden op de gemeentelijke begraafplaats en daarna begroeven ook de Britten hier soldaten tot augustus 1916, toen men met de Merville Communal Cemetery Extension een militaire uitbreiding op de begraafplaats opende. In april 1918 viel Meregem bij het Duitse lenteoffensief in Duitse handen maar kon op 19 augustus van dat jaar heroverd worden.
Er liggen 1.139 Britten (waaronder 1 niet geïdentificeerde), 11 Canadezen, 21 Australiërs, 97 Indiërs, 12 Fransen en 8 Duitsers begraven.

### Onderscheiden militairen
- Robert Marcus Filmer, kapitein bij de Grenadier Guards en Leslie Johnston, onderluitenant bij het  Worcestershire Regiment werden onderscheiden met het Military Cross (MC).
- compagnie sergeant-majoor H. Caldwell, sergeant Frank Newman en de soldaten J. Cummings en W. Tongs ontvingen de Distinguished Conduct Medal (DCM).
- Israel Downs, soldaat bij de Royal Welsh Fusiliers ontving de Military Medal (MM).

### Minderjarige militairen
- de soldaten Stuart Bathurst Scott Coates, Harry Hutchison, Andrew Kay en W. Robinson waren 16 jaar oud toen ze sneuvelden.
- de soldaten Walter George Adams, Edwin Ashworth, Frank Buckingham, Harold Burgess, G. Corfield, J. Davidson, Albert J. Harris, William John Mearns, Josehp Ramsden en schutter E.C. Phillips waren 17 jaar oud toen ze sneuvelden.

### Aliassen
Zeven militairen dienden onder een alias:
- soldaat Albert George Frederick Wright als A.G. Smith bij het Border Regiment.
- soldaat Holmes Hargreaves als Ernest Bates bij de Canadian Infantry.
- soldaat David McAdam als George Anderson bij het London Regiment (Royal Fusiliers).
- soldaat Charles A. Eely als F. Flint bij het Royal Berkshire Regiment.
- soldaat J. Elliot als F. Turner bij de Highland Light Infantry.
- soldaat Oscar Elliott als F. Turner bij het Border Regiment.
- soldaat J. Montgomery als I. Wilson bij de Highland Light Infantry.